# ناتسبيرنوفلاغ أكوريرار
ناتسبيرنوفلاغ أكوريرار هو نادي كرة قدم في آيسلندا تأسس في 1928. يلعب في دوري آيسلندا الممتاز.

## وصلات خارجية
- الموقع الرسمي